# Rio Silala

Rio Silala

O Rio Silala, também chamado de Rio Siloli, é um rio internacional localizado na zona do altiplano andino, entre Bolívia e Chile. Sua origem localiza-se no departamento boliviano de Potosí e, desde ali, o curso de água percorre 56 quilómetros, cruzando a fronteira internacional entre ambos países, até desembocar nos rios San Pedro de Inacaliri e posteriormente ao Elogio, na região chilena de Antofagasta.

Este curso hídrico foi o centro de uma disputa entre os governos de Bolívia e Chile com respeito a sua denominação, natureza, curso e uso.
Em 2022, o tribunal reconheceu o curso de água como um rio internacional ao qual o Chile tem um direito equitativo e razoável, assim como a Bolívia.

## Trajeto
O Silala nasce nas saias do cerro Inacaliri (5689 m) e o cerro de Silala (5703 m), no extremo norte da Reserva nacional de fauna andina Eduardo Abaroa, na província de Sud Lípez, departamento de Potosí, Bolívia. A fonte principal localiza-se a uns 4 km da fronteira com Chile, em 22°0′34″S 22° 00′ 34″ S, 68° 00′ 12″ O / 22° 00′ 18″ S, 68° 01′ 24″ O.00944, -68.00333, desde onde o curso de água se dirige ao oeste; a uns 2,5 km de seu nascimento, encontra-se com um segundo curso de água nascido 400 m mais acima, em 22° 00′ 34″ S, 68° 00′ 12″ O 22° 00′ 18″ S, 68° 01′ 24″ O / -22.00500, -68.02333.
Depois de unir-se ambos cursos hídricos e iniciar um pequeno canhão, o Silala baixa uns 720 m até chegar à fronteira de Bolívia e Chile; desde esse ponto percorre aproximadamente 7 quilómetros até unir suas águas em 22° 02′ 31″ S, 68° 04′ 44″ O 22° 02′ 31″ S, 68° 04′ 44″ O / -22.04194, -68.07889 com o rio Cajón, em Chile, para dar origem ao rio San Pedro de Inacaliri. Este último rio depois chega ao Elogio, o rio mais longo de Chile e a principal afluente hídrico que cruza o deserto de Atacama, que desemboca no Oceano Pacífico.

## Volume e regime
O curso de água tem uma estação fluviométrica da qual se conhecem a representação gráfica dos volumes medidos entre os anos 2000 e 2006 que mostram um volume anual média de para perto de 0.2 m³/s.

## História
Bolívia sustentava que se tratava de um manancial –chamado manancial Silala–, originado numa série de olhos de água e bofedales, que ao se unir conformam um corpo de água, vertentes que se unem para dar maior volume a este, o qual teria sido canalizado artificialmente por Chile, a fim de desviar suas águas a dito território para seu uso, principalmente industrial.
Chile afirma que se trata de um curso de água nascido em Bolívia mas que escurre em forma natural para o oeste, devido à pendente do terreno, cruzando assim a fronteira, o qual o converte num curso hídrico sucessivo e trans-fronteiriço, isto é, um rio internacional –denominado rio Silala ou rio Siloli–, que pertence à bacia hidrográfica do rio Elogio e portanto à hoya hidrográfica do Oceano Pacífico, submetido ao Direito internacional que regula os cursos de água internacionais para fins diferentes da navegação, ao tratar de um recurso hídrico compartilhado, onde ambas nações têm direito a usar suas águas de maneira razoável e equitativa, indicando que as obras de engenharia que se fizeram em sua cauce foram menores, sem o alterar, e unicamente ao objeto de reduzir a perda de água por infiltración.
Em 2016, o Chile processou a Bolívia perante a Corte Internacional de Justiça localizada na cidade holandesa de Haia, e é no contra-memorial apresentado pela Bolívia que reconhece o curso d'água como um rio, reduzindo a polêmica ao que chamou de obras artificiais feito pelo Chile, que teria aumentado o fluxo em 30%.
Em 1º de dezembro de 2022, o tribunal reconheceu que o curso de água é um rio internacional e que o Chile tem um direito equitativo e razoável, encerrando assim a disputa entre os dois países.